# Kristal Marshall
Kristal Marshall (née le 11 novembre 1983 à Los Angeles, Californie) est un mannequin, une reine de beauté, une catcheuse et une ancienne WWE Diva américaine

## Biographie
Elle est surtout connue pour son travail à la WWE dans la division SmackDown! et à la TNA. Elle travaille sous le nom de Kristal Lashley, comme femme (suivant le scénario) de Bobby Lashley, dont elle est réellement la compagne.